# Mélinée Manouchian
Pour les articles homonymes, voir Manouchian.
Cette page contient des caractères spéciaux ou non latins. S’ils s’affichent mal (▯, ?, etc.), consultez la page d’aide Unicode.
Mélinée Manouchian (en arménien : Մելինէ Մանուշեան), née le 13 novembre 1913 à Constantinople (Empire ottoman) et morte le 6 décembre 1989 à Fleury-Mérogis (France), est une immigrée résistante française d'origine arménienne. Veuve du héros de l'Affiche rouge Missak Manouchian, elle en est la première et principale biographe.

## Biographie

### Survivante orpheline

#### Exil en Grèce (1913-1925)

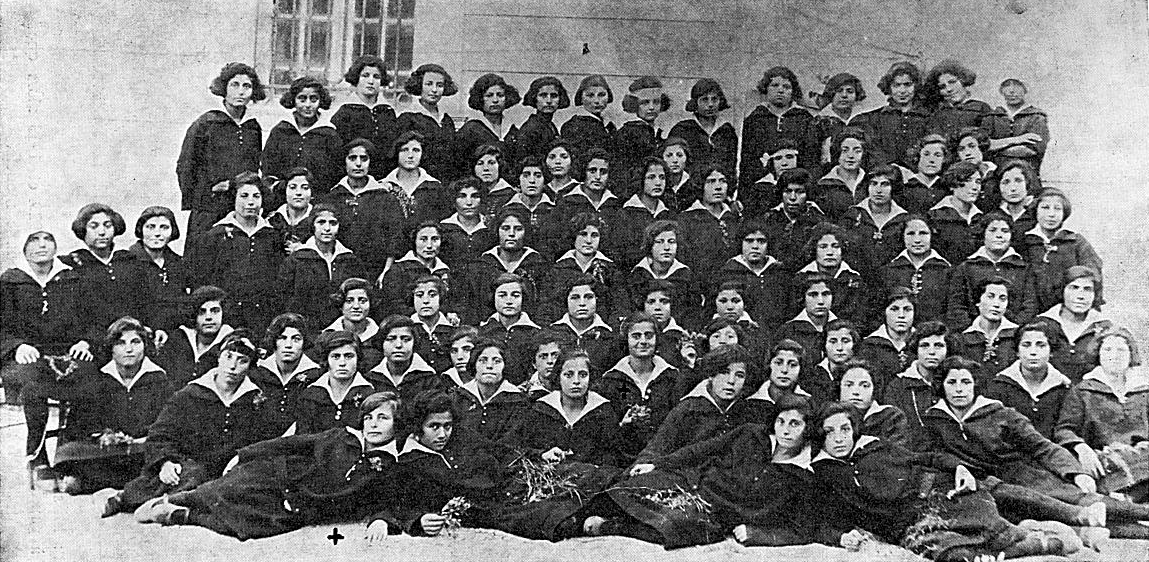
Mélinée Manouchian (marque en croix) à l'orphelinat de Corinthe (Grèce) en 1923.

Mélinée Soukémian naît en 1913 à Constantinople, dans une famille de fonctionnaires de l'Empire ottoman. Son père a un rang relativement élevé, directeur dans l'administration des Postes. Elle a deux ou trois ans quand ses parents sont tués, victimes du génocide arménien.
Orpheline, elle est recueillie avec sa sœur aînée, Armène, par une mission protestante de Smyrne, en territoire hellénique. Au terme de la guerre gréco-turque, elle est déportée en 1922 vers Thessalonique au cours d'un épisode de la « Grande Catastrophe d'Asie mineure », l'épuration ethnique de la ville. Accueillie comme réfugiée par le royaume de Grèce, qui est sous protectorat anglo-français, elle est placée dans un orphelinat de Corinthe. Elle y est élevée, entre autres, par Victoria Chahinian, future mère de l'écrivain Armand Maloumian. Elle ne se souviendra pas y avoir vécu un seul jour sans avoir été tenaillée par la faim.

#### Apatride en France (1926-1933)
À la fin de l'année 1926, la Near East Foundation envoie, parmi d'autres, Armène et Mélinée Soukémian poursuivre leur scolarité en France, à Marseille, où auront débarqué quelque cent mille réfugiés arméniens. Mélinée a treize ans. À la suite d'une erreur d'enregistrement au départ d'Athènes, l'état civil leur attribue définitivement le nom d'Assadourian.

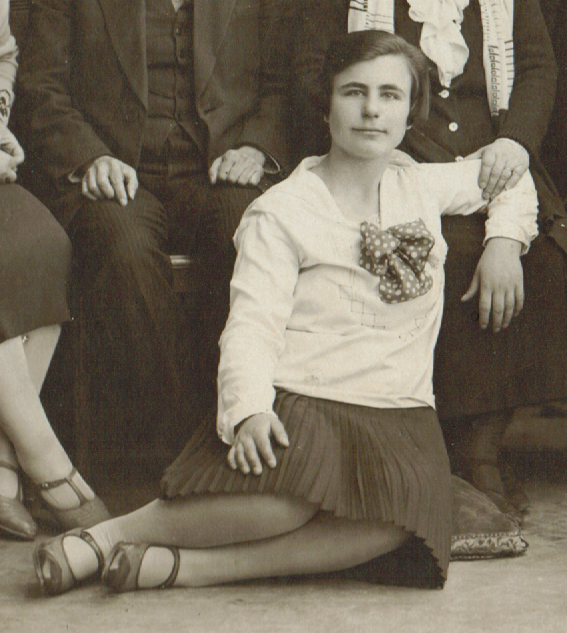
Mélinée, élève à l'école Tebrotzassère au Raincy, en 1928-1929.

Leur nouvelle école, sise 35 avenue de la Capelette, accueille deux cents autres orphelines. Elle est animée par des institutrices formées à l'École normale de Constantinople, qui se constituent le 22 décembre 1927 en une Association des dames arméniennes amies de l'école Tebrotzassère (ADAAET),. Les « Dames de Tebrotzassère » les initient à la langue et la civilisation arméniennes.
En 1929, Mélinée est envoyée au Raincy, où l'école Tebrotzassère est transférée. Elle obtient son certificat d'études avec mention. À sa sortie de l'école, elle suit une formation de secrétaire comptable et de sténodactylographie, tandis que sa sœur devient couturière.
Diplômée, Mélinée s'installe à Paris même, dans une chambre sous-louée au quatrième étage du 8 de la rue de Louvois. Le bailleur, Seropé Papazian, qui habite l'appartement d'en face, se trouve être le fils du grand-oncle paternel et l'ex tuteur d'une certaine Knar Baghdassarian, épouse de Mamigon Aznavourian et mère de Shahnourh Aznavourian, qui deviendra Charles Aznavour. Mélinée est étroitement associée à la vie familiale des Aznavourian. C'est elle qui, en 1935, accompagnera les enfants, Aïda et le petit frère de celle-ci, quand ils participeront, et remporteront, leur premier radio-crochet.
En 1933, devenue majeure, Mélinée relève de l'Office des réfugiés arméniens,. Elle n’a jamais demandé la naturalisation française, mais continuera de vivre en France plus tard en tant que « réfugiée d’origine arménienne » jusqu’à son décès en 1989,.
Mélinée Manouchian a obtenu la nationalité française par un décret du 30 juin 1946.

### Lutter contre les fascismes

#### Engagement communiste (1934-1938)

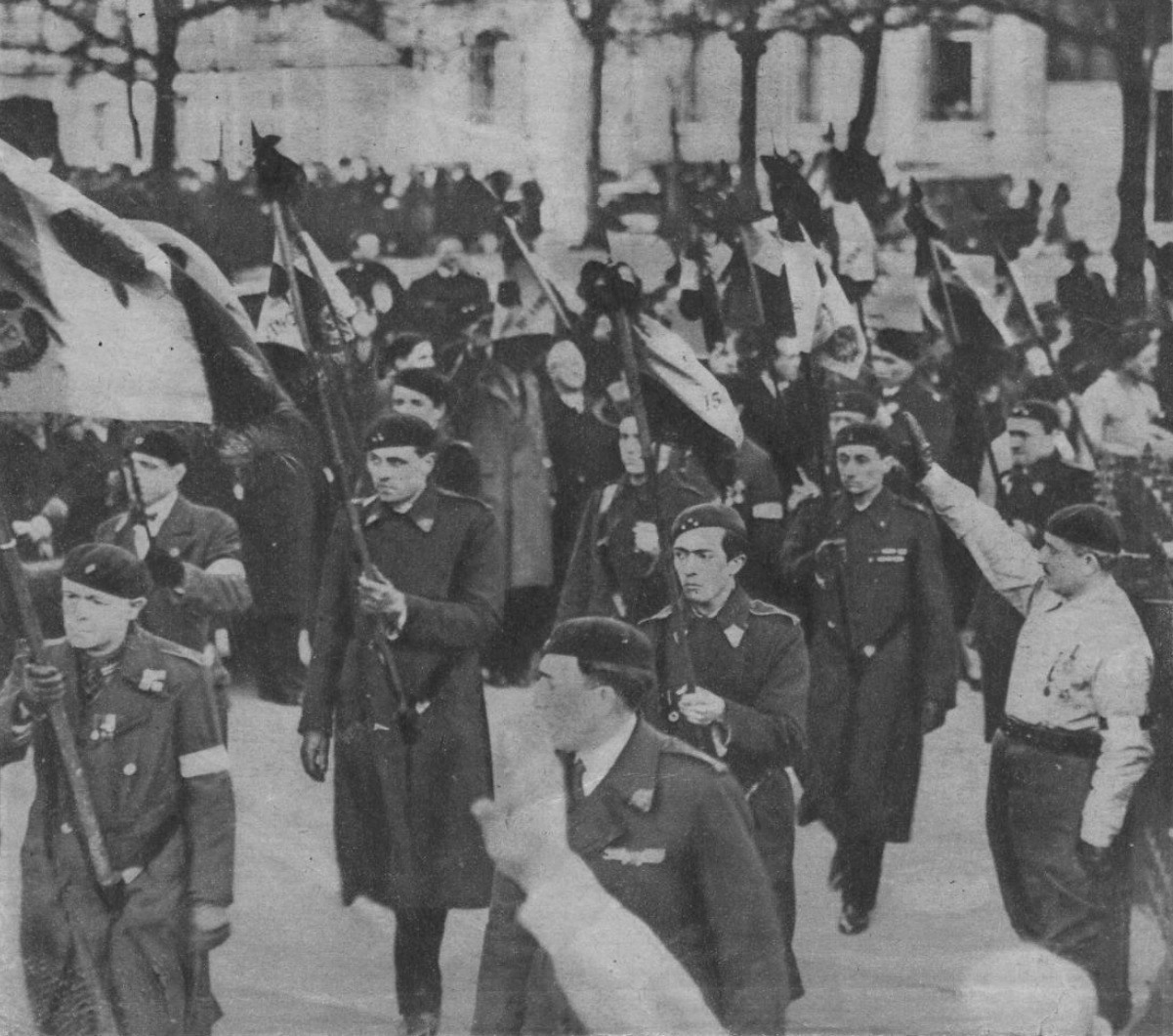
À la suite de l'émeute du 6 février 1934, les défilés fascistes dans Paris, ici en avril 1934, mobilisent la Jeunesse communiste. La menace du fascisme en France, après l'arrivée au pouvoir de Mussolini en 1922 en Italie et de Hitler en 1933 en Allemagne, paraît imminente.

Mélinée Assadourian, jeune femme de vingt-deux ans, rencontre une première fois Michel Manouchian, son aîné de six ans, en 1934 lors de la fête annuelle de la Section française du Comité de secours pour l'Arménie (HOG), qui est une émanation de la république socialiste soviétique d'Arménie au sein du Komintern. Bien qu'apatrides, leur adhésion commune à la civilisation française et à l'idéal qu'elle porte est profonde, dépassant la seule reconnaissance. La menace des fascismes, dans les suites de la crise du 6 février 1934, les pousse à s'engager. Ils prennent leur adhésion au Parti communiste français.
En juillet 1935, Mélinée entre comme déléguée de la section de Belleville au Conseil central du HOC, en même temps que Michel Manouchian, délégué du quartier latin promu secrétaire général adjoint. Elle assure le secrétariat administratif de l'organisation, dont la revue, Zangou, est désormais dirigée par Michel Manouchian. Ils participent aux manifestations et aux grèves du Front populaire, qui apportent un espoir de droit, vite déçu, pour les travailleurs immigrés et les sans-papiers. Ils se marient le 22 février 1936, munis du « certificat de coutume en vue de mariage » exigé des apatrides.
Ce n'est qu'en 1937 qu'ils peuvent offrir un logement à leur ménage, 79 rue des Plantes, à la lisière sud du XIVe arrondissement, près de la porte de Châtillon sur la ceinture des Maréchaux. À la fin de l'année, les purges staliniennes provoquent la dissolution du HOC, à Paris comme à Erevan. Les Manouchian fondent, dans les mêmes locaux du 12 rue Saulnier, l'Union populaire franco-arménienne mais leur action militante est réorientée vers l'international.
Le couple est proche d'Arpen Tavitian, alias Armenak Manoukian, qui est trotskyste, et d'André Marty, conseiller municipal du XIIIe arrondissement, qui est envoyé par le Komintern de 1936 à 1939 comme inspecteur général des Brigades internationales. L'engagement dans celles-ci ayant été refusé à Michel Manouchian, à cause du manque de cadres, les Manouchian se mobilisent ensemble pour la défense de la République espagnole et participent à la récolte de fonds auprès des associations arméniennes de France. Un million de francs est remis au Comité d'aide aux Républicains espagnols, faible réponse du Komintern au Comité international pour la non-intervention. Zangou livre des analyses sur la guerre d'Espagne, publie des lettres de brigadistes, lance des appels à l'engagement volontaire.

#### Guerre et clandestinité (1939-1941)
La veille du déclenchement de la Seconde Guerre mondiale, le 2 septembre 1939, Missak Manouchian, apatride, est incarcéré à cause de ses sympathies connues pour l'Union soviétique, laquelle est considérée comme une nation ennemie depuis qu'elle a signé, une semaine plus tôt, le pacte germano-soviétique. Mélinée Manouchian n'a pas droit au masque à gaz distribué en mairie aux seuls Français. Le 26 septembre 1939, par un décret pris par le ministre de l'intérieur Albert Sarraut, le gouvernement radical-socialiste d'Édouard Daladier interdit tout organisme affilié au Parti communiste français, accusé de trahison, dont l'Union populaire franco-arménienne.
Pour échapper à la prison, Missak Manouchian signe un acte d'engagement volontaire contraire aux directives du Parti. Le 7 octobre, il est à son domicile pour faire ses adieux avant de partir pour la base militaire de Colpo, où, adepte régulier de la culture physique, il sera chargé de l’entraînement physique des recrues.
Les jours suivants, Mélinée Manouchian s'empresse au siège de l'UPFA, 12 rue Saulnier, de brûler toutes les archives. Elles pourraient livrer des noms et des adresses. Un décret-loi pris par le même Albert Sarraut un an plus tôt, le 12 novembre 1938, permet en effet à la police, qui dispose d'un fichier élaboré à l'occasion des manifestations de 1936, d'arrêter à discrétion tout « étranger indésirable » qui ne parviendrait pas à justifier de son statut de réfugié. Une loi du 18 novembre 1939, que Léon Blum dénonce comme contre-productive, autorise l'incarcération immédiate dans les camps d'internement ouvert en 1938 des communistes français. Effectivement, ils entrent dans la clandestinité, Mélinée Manouchian comme les autres.
Embauchée dans une usine où la main-d'œuvre masculine fait défaut, elle ne retrouve son mari qu'en janvier 1941, au terme de dix-sept mois de séparation, après qu'il s'est absenté du poste auquel il a été affecté au sein d'une usine d'armement d'Arnage. C'est pour le voir repartir, pour Rouen, chacun dans son usine. La rupture du pacte germano-soviétique, le 22 juin 1941, change tout. Missak Manouchian rejoint aussitôt sa femme à Paris, ce qu'il lui vaut d'être arrêté par le S.D. avec quelques autres communistes, suspects d'intelligence avec l'Union soviétique, nouvel ennemi de l'Occupant, .

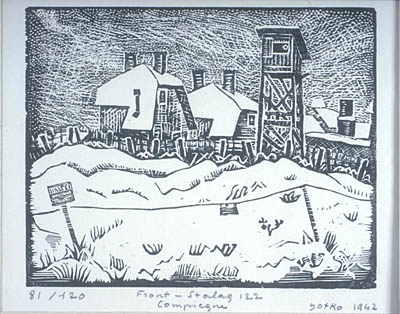
J. Gotko, Frontstalag 122, Compiègne, hiver 1942.Michel Manouchian, interné cinq mois et demi, fait partie d'un contingent libéré à la Noël 1941 quand commencent d'être planifiées les opérations massives de déportations « Vent printanier ».

Mélinée échappe par hasard à la rafle. Elle se précipite à la gare du Bourget, qui est la plus proche du camp de Drancy. Arrivée trop tard, elle a juste le temps d'entendre La Marseillaise chantée par les camarades que le train emmène au camp de Royallieu, près de Compiègne. Ils font partie des premiers sept mille prisonniers du « Frontstalag 122 », principalement des Russes blancs.
Aussitôt le père Klépinine et mère Marie Skobtsova, animateurs d'une paroisse orthodoxe de Paris proches d'une « Union du retour à la patrie » qu'ils ignorent être en réalité une antenne du Guépéou,, organisent avec quelques amis un « Comité d’aide aux détenus de Compiègne », qui confectionne des colis et apporte par correspondance un secours moral. Ce n'est que quelques semaines après l'arrestation que Mélinée apprend que son mari porte le matricule 351. Avec Misha Aznavourian, elle se rend à bicyclette porter une grande valise de victuailles et de vêtements au camp de Royallieu, qui est gardé par la Sicherheitspolizei. Elle se présente seule à l'entrée, Misha Aznavourian l'attendant dans un café. L'officier de poste est stupéfait par l'audace de cette première « Française » ainsi tentée de rendre visite à un détenu et fait remettre la valise. Refoulée toutefois à l'entrée, elle n'hésite pas à essuyer les tirs des miradors le temps d'échanger depuis les barbelés quelques cris avec le matricule 351 agitant le chandail jaune que sa femme lui avait tricoté.

#### Travail allemand (1942)
Michel Manouchian est libéré à la fin de décembre 1941. Soucieux, à la suite de cet épisode, de renforcer sa clandestinité, le couple Manouchian réuni déménage pour un appartement qu'il a trouvé au quatrième et avant-dernier étage du 11 rue de Plaisance, au milieu du même XIVe arrondissement. Treize mois durant, les Manouchian s'impliquent, initialement sous la direction générale d'Arthur London, jusqu'à l'arrestation de celui-ci le 12 août 1942, puis sous celles de Simon Cukier et Franz Marek (de), dans les actions de propagande dites « Travail allemand » menées par les différentes sections de la Main-d'œuvre immigrée, qui est une branche du syndicat CGTU.
Le « TA » consiste principalement à faciliter la désertion, voire l'entrée en résistance de soldats de la Wehrmacht. Ce sont souvent des non-Allemands enrôlés de force, des soldats des unités Vlassoff, parfois arméniens, ou des Allemands anti-hitlériens. C'est ainsi que des matelots de la Kriegsmarine proches du KPD allemand fournissent quelques armes à la MOI dès 1942, tel Hans Heisel, membre du CALPO qui, le 27 septembre 1943 lors d'un de ses rendez vous au bois de Boulogne avec son contact féminin, prendra le risque de se défaire de son pistolet de service, par lequel Julius Ritter, sur ordre de Missak Manouchian, sera tué le lendemain.
Mobilisé dans cette forme de résistance, le syndicat MOI prend directement ses ordres du Komintern, ce que ses affiliés ignorent. Le rôle de Mélinée Manouchian est de dactylographier des tracts et porter des messages secrets, les femmes paraissant a priori moins suspectes lors de déplacements. Les réunions se tiennent dans son appartement,. Une filière d'évasion est mise en place. Les candidats à la désertion de la Légion arménienne, guidés par Diran Vosguiritchian, finissent par savoir que lors d'une permission à Paris ils trouveront un point de ralliement dans le restaurant Chez Raffi, 8 rue de Maubeuge, où, le soir, le maître d'hôtel Misha Aznouvourian chante. À six cent mètres de là, l'appartement des Aznavourian, 22 rue de Navarin, sert de sas. Les déserteurs y entrent en feldgrau et en sortent en civil. Les opérations se font avec la complicité tacite des concierges de la rue. Celle du 22 rue de Navarin est l'épouse d'un agent de police. Les tampons qu'il faut apposer sur les faux papiers sont fabriqués par Charles Aznavourian.

#### «Terroriste» FTP MOI (1943)
« Missak et moi étions deux orphelins du génocide. Nous n’étions pas poursuivis par les nazis. Nous aurions pu rester cachés, mais nous ne pouvions pas rester insensibles à tous ces meurtres, à toutes ces déportations de Juifs par les Allemands, car je voyais la main de ces mêmes Allemands qui encadraient l’armée turque lors du génocide arménien. »

— Mélinée Manouchian,.
En février 1943, Mélinée Manouchian suit son conjoint passant, à contrecœur, à la résistance armée. Celle-ci a commencé presque deux ans plus tôt à Strasbourg par l'attentat du 8 mai 1941 organisé par Marcel Weinum et ses jeunes camarades de la Main noire, un groupe isolé, mais c'est l'attentat du Colonel Fabien, perpétré le 21 août suivant, qui en marque l'unification, en théorie du moins, par le Parti communiste clandestin dans le mouvement des FTP que dirige Charles Tillon indépendamment du Front national. Placé sous le commandement du colonel Gilles et nommé commissaire militaire des quatre unités et trois commandos de la MOI, Manouche, comme l'appellent ses camarades, et ses guérilleros relèvent en réalité, ce jusqu'en mai 1943, date à laquelle le Front national tente une reprise en main, directement du Komintern, dont le correspondant à Paris est Jacques Duclos.
Le rôle de Mélinée Manouchian y est celui habituellement confié aux femmes, qui passent plus facilement incognito à cause d'un préjugé qu'a l'Occupant sur leurs capacités guerrières. Au sein du groupe de transport d’armes et d’agents de liaison, elle est chargée de repérer les mouvements des futures cibles d'attentats, de noter les réactions du public et de rédiger les comptes rendus. Sont mis à contribution jusqu'à ses neveux, à qui il arrivera de transporter des explosifs cachés dans des sacs à dos sous des légumes, ainsi que son amie Knar Aznavourian, la mère de Charles Aznavour, chargée de véhiculer sur les lieux d'attentats les armes cachées dans un landau et de les évacuer de même.
Tous se savent en sursis. Dès mars 1943, cent quarante FTP MOI ont déjà été arrêtés par la BS 2, dont Henri Krasucki. Le 15 novembre, fuyant une rafle, Mélinée est interpellée dans le métro, son sac rempli des armes que vient de lui remettre Olga Bancic à une table de café. Le policier, auquel elle répond qu'elle transporte des pistolets, la laisse repartir sans procéder à une vérification en lui disant de ne pas plaisanter avec ces choses-là. Le soir, au domicile conjugal, elle conjure son mari de ne pas se rendre à son rendez-vous du lendemain. Michel Manouchian se sait suivi mais, dans l'impossibilité de prévenir les jeunes qu'il a sous ses ordres, leurs adresses lui étant inconnues, il ne se résout pas à les laisser courir seuls au sacrifice.

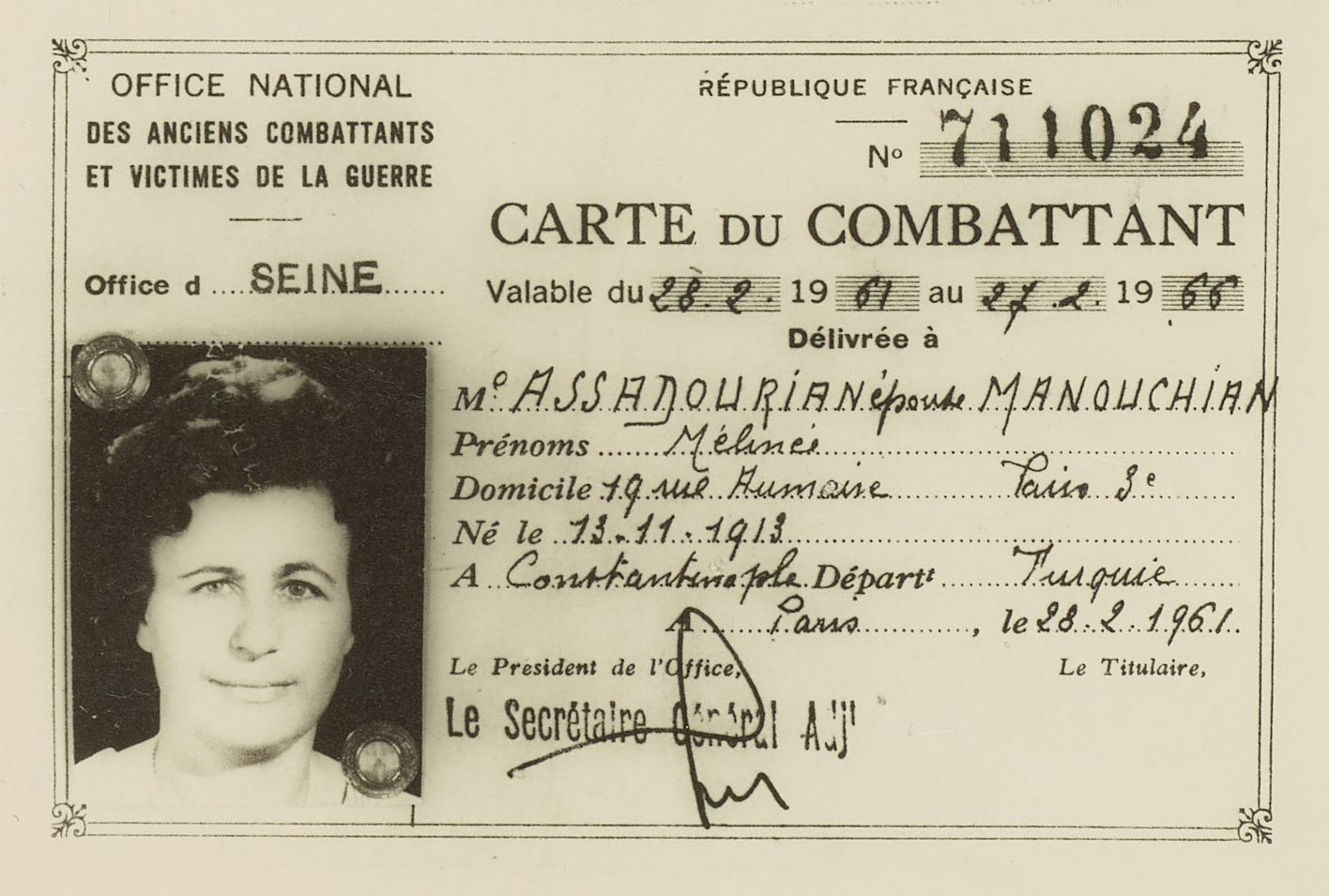
Carte du combattant
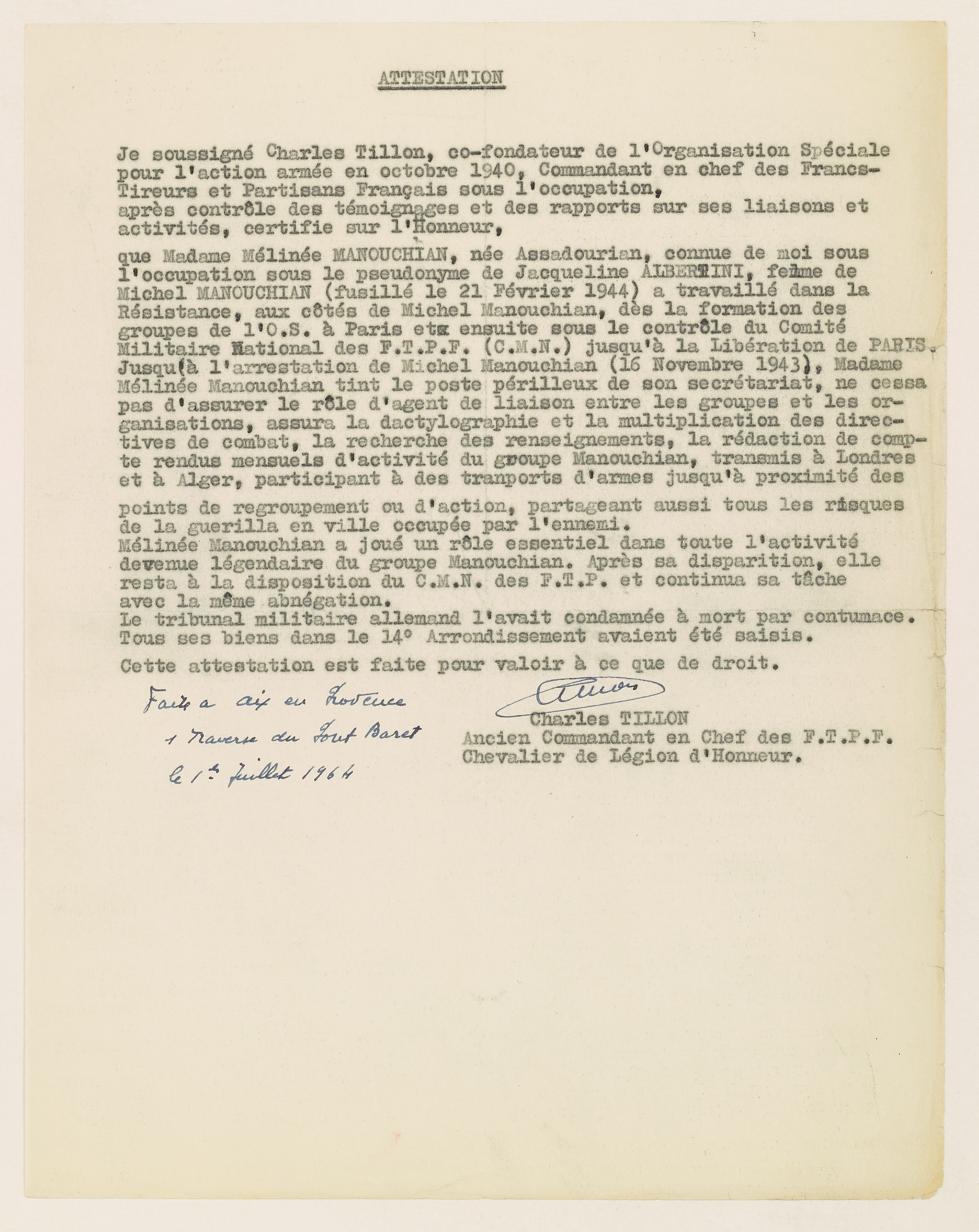
Attestation en faveur de Mélinée Manouchian délivrée en 1964 par Charles Tillon, ancien commandant en chef des FTPF
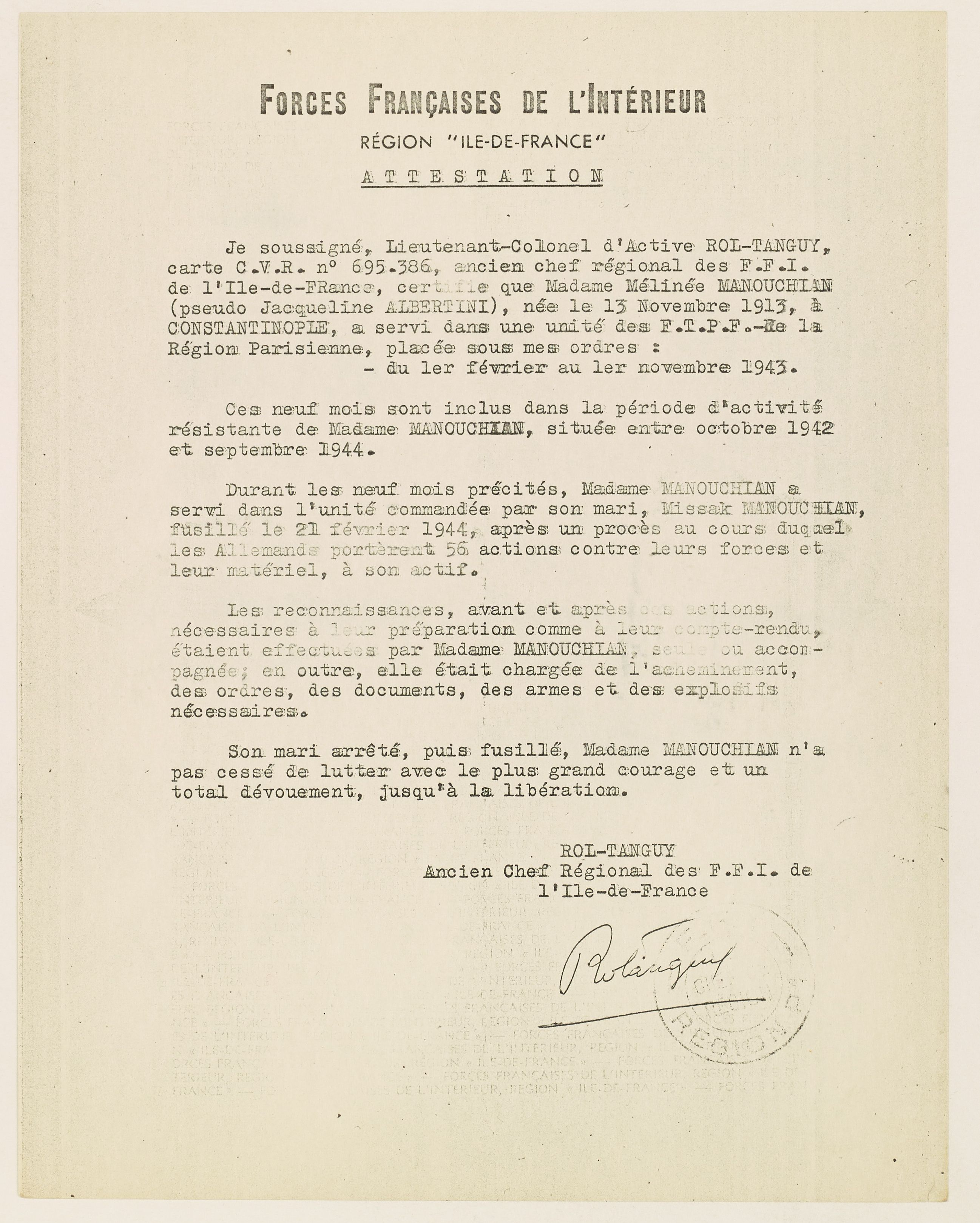
Attestation en faveur de Mélinée Manouchian délivrée en 1964 par le lieutenant-colonel Rol Tanguy (FFI)

#### Condamnée à mort (1944)

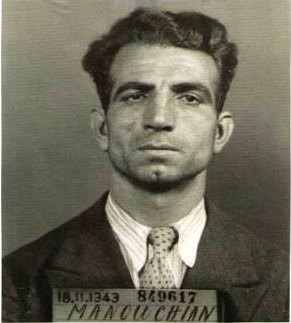
Son mari, deux jours après avoir été arrêté, le visage défiguré par les policiers français de la 2e BS avant qu'ils ne le livrent à leurs collègues allemands de la Police secrète de l'armée.

Après l'arrestation de Michel, le matin du 16 novembre 1943, Mélinée, ne le voyant pas revenir, abandonne comme convenu leur appartement avant la nuit. Le lendemain à la première heure, en sortant du métro Quatre septembre, elle trouve Knar Aznavourian, la mère de Charles venue la prévenir. Sa cache, 8 rue de Louvois, a été perquisitionnée en même temps que son appartement, 11 rue de Plaisance, peu après qu'elle en était partie. Elle se réfugie chez les Aznavourian, 22 rue de Navarin.
C'est ce qui lui permet d'échapper à la rafle du 3 décembre. Le sort de son mari la plonge dans une nervosité insurmontable. Par des amis travaillant à la Préfecture de police, elle est informée que son signalement est diffusé dans les commissariats. Elle se fait teindre en brune. Elle sait qu'elle sera condamnée à mort si elle est capturée. Elle n'hésite cependant pas à prendre le risque de récupérer dans différentes caches, 8 rue Louvois chez Seropé Papazian ou chez elle, où la Brigade spéciale a ce même 3 décembre saisi de nombreux documents, mais aussi chez sa sœur 19 rue au Maire, et ailleurs, les comptes rendus qu'elle a rédigés. Ils serviront l'histoire.
La nouvelle de l'exécution de son mari, intervenue le 21 février 1944, est cachée pendant plusieurs semaines à Mélinée. La déréliction passée, celle-ci reprend sa place au sein de la Main-d'œuvre immigrée, dirigée par Otto Niebergall depuis qu'Arthur London a été arrêté, et son activité de « TA ». En mai 1944, elle est missionnée trois jours à Thouars, dans le Poitou, pour organiser le réseau local. Elle voyage cachée par un cheminot dans la vigie de la locomotive.
C'est elle qui traduit en arménien les bulletins de liaison que Diran Vosguiritchian est chargé de transmettre aux « malgré nous » de la Légion arménienne enrôlés dans la Wehrmacht qui, sous les ordres des commandants Alexandre Kazarian et Stépan Yaghdjian, des capitaines Bartogh Pétrossian et Léon Titanian, ont commencé à rejoindre les FTP dès le 5 juillet 1944. Officiellement rassemblés le 22 août 1944 par Staline en 1er Régiment soviétique de partisans en France, ces mille deux cents soldats participent à la libération de Mende, Nîmes, Arles et Marseille. Le 3 octobre, elle est reçue avec le capitaine Bartogh Pétrossian, héros du maquis des Cévennes, et ses homologues au siège du PCF, où Marcel Cachin, membre du bureau politique, s'était, sous la pression de la Gestapo, publiquement opposé à l'action violente des FTP MOI.
La Libération lui est l'occasion de retrouver le commissaire politique qui a refusé d'exfiltrer son mari et ses hommes alors que tous savaient qu'ils étaient déjà dans les mailles de la police, Boris Holban. Elle se rend à sa rencontre avec deux amis arméniens armés dans la caserne parisienne où il est cantonné. Boris Holban plaide qu'il n'a fait qu'obéir à des ordres venus d'en haut et échappe à sa propre exécution.

### Survivante veuve

#### Secrétaire de la JAF (1945-1947)
La guerre finie, le Front national arménien, branche du Front national que dirige Vahé Atamian à laquelle succédera le 18 juin 1949 l'Union culturelle française des Arméniens de France,, milite pour l'obtention de papiers au sein du Centre d'action et de défense des immigrés, CADI, que préside l'ancien secrétaire de la branche MOI de la CGTU, Édouard Kowalski. Dans cette mouvance, Mélinée Manouchian travaille comme secrétaire de la Jeunesse arménienne de France, JAF, association fondée le 14 juillet 1945 pour organiser des échanges culturels et promouvoir la civilisation arménienne auprès des jeunes de la diaspora,.
Le 7 juillet 1946, elle assiste au cimetière parisien d'Ivry à l'inauguration par le CADI d'un monument à la gloire des fusillés de l'Affiche rouge.
Elle fait paraître un recueil des « Poèmes » écrits en arménien par feu son mari. La Voix, journal de la JAF, publiera chaque année un texte mémoriel accompagné d'une biographie de Missak Manouchian.

#### À Erevan (1948-1962)
En 1947, Mélinée Manouchian saisit l'offre faite par l'Union soviétique à d'ex-ressortissants de rejoindre une de ses républiques et répond à l'appel au repeuplement de l'Arménie, le ներգաղթ (Nerkaght). Trois mille cinq cents Arméniens de France, telle la famille Maloumian, embarquent en septembre 1947 sur le Rassïa (Russie) et deux mille cinq cents en décembre sur le Pobiéda (Victoire). Suivant l'exemple de Vahé Atamian, Mélinée Manouchian part refaire sa vie à Erevan, où un emploi d'enseignante de français lui est assuré.
Elle est logée dans un modeste une pièce du centre d'Erevan et travaille à l'Institut de littérature (hy) de l'Académie des sciences. Désabusée par les procès de Prague, revenue du stalinisme, elle envoie des messages codés, à ses amis les Aznavourian, dont le fils Charles, pour les dissuader de rejoindre la RSS d'Arménie. Ils avaient déjà déposé une demande de passeports soviétiques.
Elle rédige toutefois un livre, publié en 1954, sur Missak, le premier qui lui soit consacré, et fait paraître en 1956 un second recueil des poèmes de son mari. Un cancer lui vaut une gastrectomie, dont elle se remet mal.
Il lui faut attendre l'avènement de Khrouchtchev et la déstalinisation pour obtenir au début des années 1960 de pouvoir se faire soigner à Paris. À la faveur de la Détente, elle est rapatriée en même temps que la presque totalité de ceux qui sont partis en 1947 et leurs descendants dans le cadre d'accords que la France a commencé de négocier dès 1956 avec une république d'Arménie au bord de la famine. Elle retourne en France en tant que citoyenne soviétique, avant de demander la protection de l’Ofpra en 1974, qui lui accorde le statut de réfugiée « d’origine arménienne » selon la Convention de Genève.

#### Témoin oublié (1963-1982)

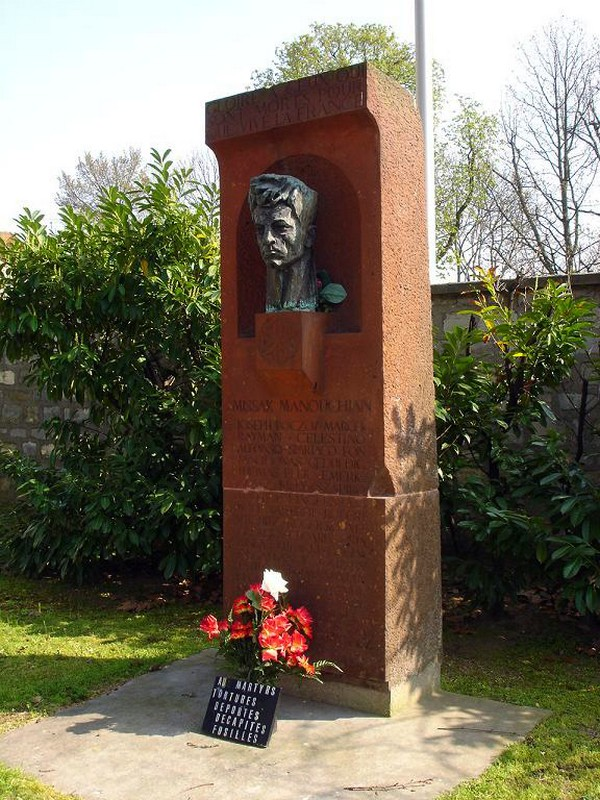
Le 4 novembre 1978, Mélinée Manouchian inaugure au cimetière parisien d'Ivry le cénotaphe financé par son Amicale et sculpté par Ara Haroutiounian en mémoire des vingt-trois condamnés à mort de l'Affiche rouge.

À son retour à Paris, Mélinée Manouchian entreprend les démarches pour obtenir une pension de veuve de guerre. Vingt ans de retard lui sont versés mais elle ne bénéficie pas de la majoration due aux veuves d'officiers, Michel Manouchian, en dépit de sa fonction de commandant de plusieurs unités, n'ayant été reconnu qu'au grade d'« interné » à l'Armée française de la Libération.
Elle demeure une inconnue en dépit du succès de la chanson de Léo Ferré, L'Affiche rouge, succès confidentiel en effet, l'œuvre étant bannie des antennes. En 1965, elle est consultée par Armand Gatti, scénariste d'un film devant raconter l'histoire de L'Affiche rouge. Le film ne se fera que dix ans plus tard, sur un scénario différent.
En 1973, le poète Rouben Mélik, directeur de collection aux éditions EFR, se charge de faire paraître en France son ouvrage. Celui-ci sera réédité plusieurs fois au cours des années 1970. Le 21 juillet 1975, le foyer de travailleurs migrants « Groupe Manouchian » est inauguré au Blanc-Mesnil en présence de Mélinée Manouchian.
En 1976 sort le film L'Affiche rouge. Elle y est incarnée par l'actrice Malka Ribowska. Le film veut mettre en scène une similitude du combat terroriste des jeunes résistants de la MOI face aux nazis et de ceux, contemporains, qui combattent les dictatures de Pinochet au Chili, de Franco au Pays basque.
Le 6 avril de la même année, elle est de la fondation de l'Amicale des anciens résistants français d'origine arménienne, dont le principal objet est de défendre la mémoire des résistants arméniens.

#### Mise en cause du Parti communiste (1983-1989)
En 1983, Mélinée Manouchian est interviewée à la fin de Des terroristes à la retraite, documentaire de Mosco Boucault. Elle y incrimine Boris Holban, qui fut chef des FTP-MOI de Paris, avant et après que son mari a occupé ce poste. Il a selon elle refusé d'exfiltrer son mari vers la province, comme d'autres résistants l'avaient été. Dans le documentaire Boris Holban dément catégoriquement, en rappelant qu'il n'avait depuis deux mois plus aucun rôle dans les FTP-MOI de Paris, ni aucun contact avec ses combattants, lui-même ayant été exfiltré, deux mois avant, dans l'Est puis le Nord de la France, pour des activités résistantes désormais sans lien avec celle de Manouchian.
« La polémique a pris un tour agressif quand, le 14 juin 1985, Mélinée Manouchian a publiquement accusé Boris Holban d'être le « traître » »,, qui a donné son mari, en référence à sa dernière lettre, qui se termine par : « je pardonne à tous ceux qui m'ont fait du mal ou qui ont voulu me faire du mal sauf à celui qui nous a trahis pour racheter sa peau et ceux qui nous ont vendus ».
Cette accusation a lieu lors d'une conférence de presse organisée par le magazine Actuel, diffusée au journal télévisé d'Antenne2 le 14 juin, jour où, par ailleurs, un « jury d'honneur » transpartisan de cinq ex-personnalités de la Résistance consultées par la Haute Autorité de l'audiovisuel a donné un avis négatif à la diffusion par Antenne 2 de ce documentaire. Soulignant le « caractère diffamatoire et tendancieux » du documentaire, le « jury d'honneur » estime que pour passer à la télévision un meilleur équilibre des points de vue exprimés est nécessaire.
Le film étant diffusé quand même, le 2 juillet 1985, l'historien Philippe Robrieux reproche à Mélinée Manouchian un témoignage subjectif. S'ouvre ainsi une « affaire Manouchian », polémique où les uns dénoncent l'élimination de résistants étrangers au prétexte qu'ils étaient étrangers, « cosmopolites », comme cela s'est fait aussi en 1952 durant les procès de Prague à dimension antisémite, les autres démentant un tel machiavélisme pour renvoyer à un unique traître, Joseph Davidovitch. Les archives révéleront cependant que les aveux de Joseph Davidovitch ont eu peu d'utilité pour les policiers, la cause principale de la chute du Groupe Manouchian-Boczov-Rayman étant le doublement des effectifs policiers décidé par les autorités de collaboration avec les Nazis. Les historiens n'avaient, avant 1985, pas encore accès aux archives de police de la préfecture de police de Paris. En raison de la violence des accusations et de la polémique, l'un d'eux, Denis Peschanski, contourne le refus de la préfecture, en passant par le ministère de la Justice, où des copies existent, effectuées lors des procès intentés en 1945 aux responsables policiers et qui avaient débouché sur leur condamnation à mort. Denis Peschanski publie en 1989, avec deux autres historiens, un livre disculpant Boris Holban et documentant précisément tout l'historique des informations qu'avaient recueillies les policiers en 1943 grâce à d'énormes moyens humains permettant de multiplier les filatures longues, recoupées et de grandes envergures.
Le 31 décembre 1986, le président de la République François Mitterrand, sur son quota personnel, nomme, par décret, Mélinée Manouchian chevalier de la Légion d'Honneur.
Le 20 mai 1989, au Père Lachaise, Georges Marchais, secrétaire du PCF, donne le bras à Mélinée Manouchian entourée de la direction du parti, pour inaugurer au coin du mur des fédérés le monument commémorant les FTP-MOI.
Elle meurt le 6 décembre 1989 à Fleury-Mérogis. Elle est enterrée le 13 décembre 1989 au cimetière parisien d'Ivry, 39e division, non loin du carré militaire où gisent les dépouilles de son mari et maints autres compagnons de la MOI combattante. Henri Krasucki, secrétaire général de la CGT, s'est déplacé pour saluer la mémoire de sa camarade de combat, malgré la désapprobation de Paul Laurent et de l'ensemble de la direction du PCF. Son cercueil ne sera réuni à celui de son époux qu'en 1994 sous la stèle blanche des militaires morts pour la France dressée pour celui-ci en 1973.

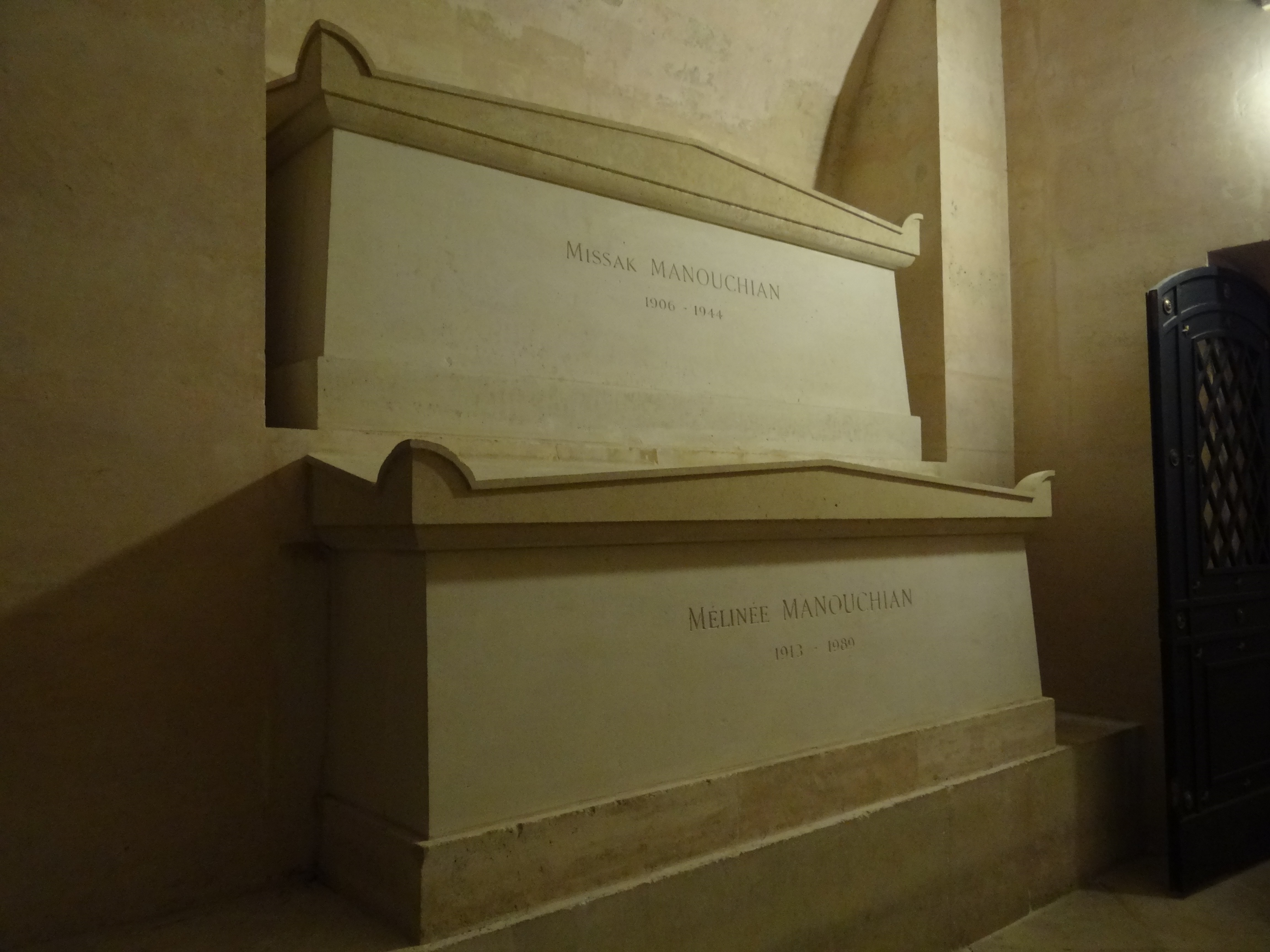
Les tombeaux de Missak et Mélinée Manouchian dans le caveau XIII du Panthéon.

Le 18 juin 2023, le président Emmanuel Macron annonce son transfert au Panthéon aux côtés de son mari Missak Manouchian. Le couple est panthéonisé le 21 février 2024.

## Publication
- Manouchian, Paris, Les Éditeurs français réunis, 1974, 204 p.
  - rééd. France Loisirs, Paris, 1977, 204 p.
  - rééd. postf. Frank Cassenti[° 22], EFR, Paris, 1977, 222 p.  (ISBN 2-201-01444-2)

## Veuve Manouchian

### Lettre à Armène
Le 21 février 1944 vers treize heures, deux heures avant d'être fusillé au Mont Valérien, Michel Manouchian écrit ses deux dernières lettres depuis la prison de Fresnes. Elles seront remises à leur destinataires après la Libération, le 28 novembre 1944.
La première est destinée à Arménouhi Assadourian, alias Armène, la sœur aînée de Mélinée qui a eu hors mariage deux enfants, Armand et Vincent Guiragossian, les neveux de Michel Manouchian. Une fois rédigée, son auteur la plie et la glisse dans une enveloppe, marque sur celle-ci « Section française de la prison allemande de Fresne ».

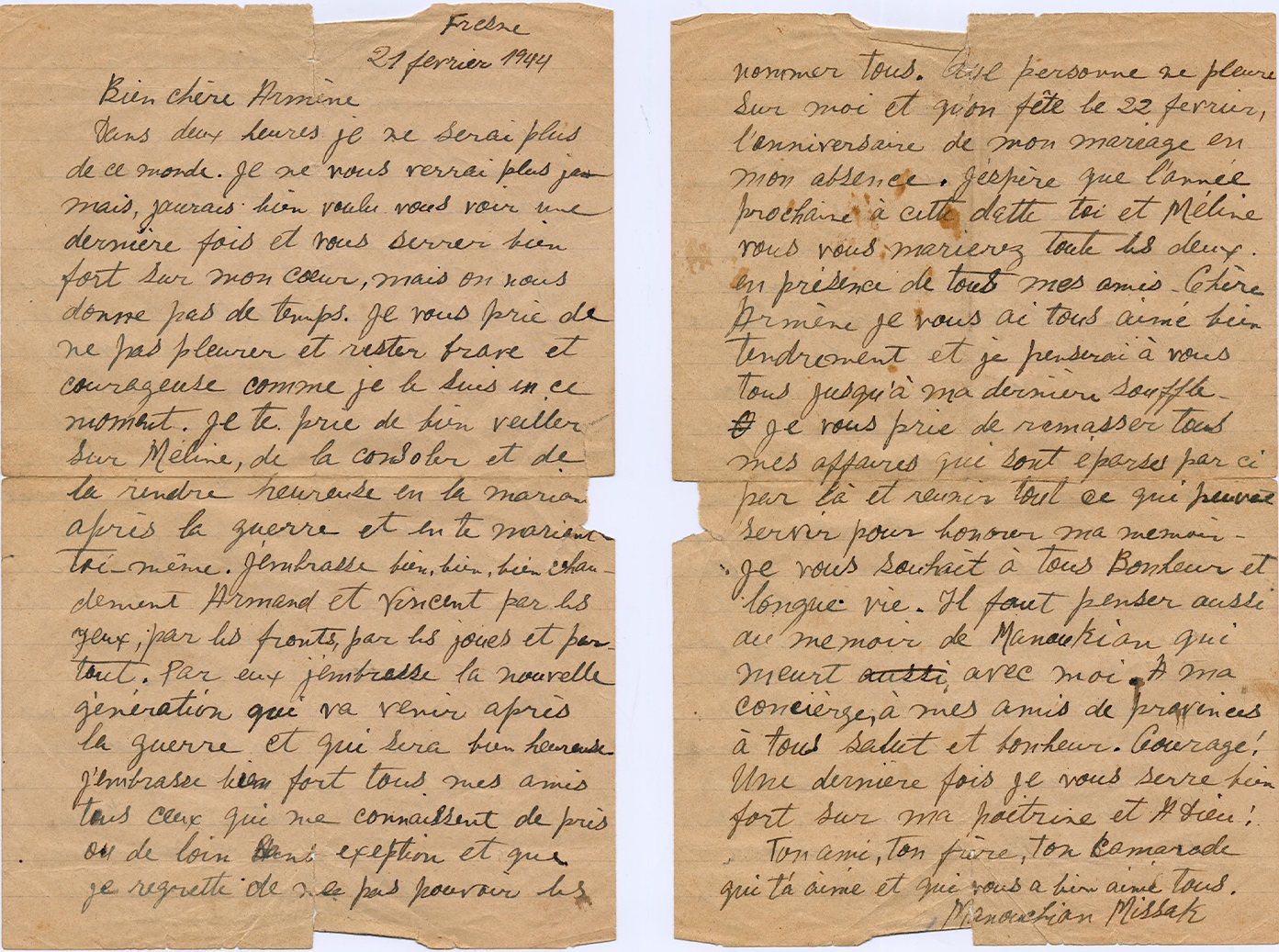
Lettre de Missak Manouchian à Armène.

Cette lettre restera secrète, peut-être parce qu'il y écrit « Il faut penser aussi à la mémoire de Manoukian qui meurt aussi avec moi » et qu'Arménak Manoukian, bras droit du commissaire militaire Missak Manouchian, a été un de ces trotskistes persécutés par le Parti communiste. Elle est découverte dans les archives personnelles de Katia Guiragossian, petite nièce de Michel Manouchian, par l'écrivain Didier Daeninckx, auquel celle-ci lui en a confié le dépouillement. Faute de publication scientifique, celui-ci restitue le document dans le roman biographique qu'il publie en août 2009 sur le héros de l'Affiche rouge.

### Lettre à Mélinée
La dernière lettre de Michel Manouchian est destinée à sa future veuve. Elle est rendue publique après guerre par Emmanuel d'Astier de La Vigerie qui la publie, pour la première fois, dans son journal Libération. Elle est lue sur scène par Madeleine Renaud puis par Gérard Philipe en 1953. Ce document, pensé par un poète philosophe, appartient aujourd'hui à l'anthologie française et a inspiré en février 1955, parfois directement, le poème de Louis Aragon, Strophes pour se souvenir, qu'a mis en musique et chanté Léo Ferré.

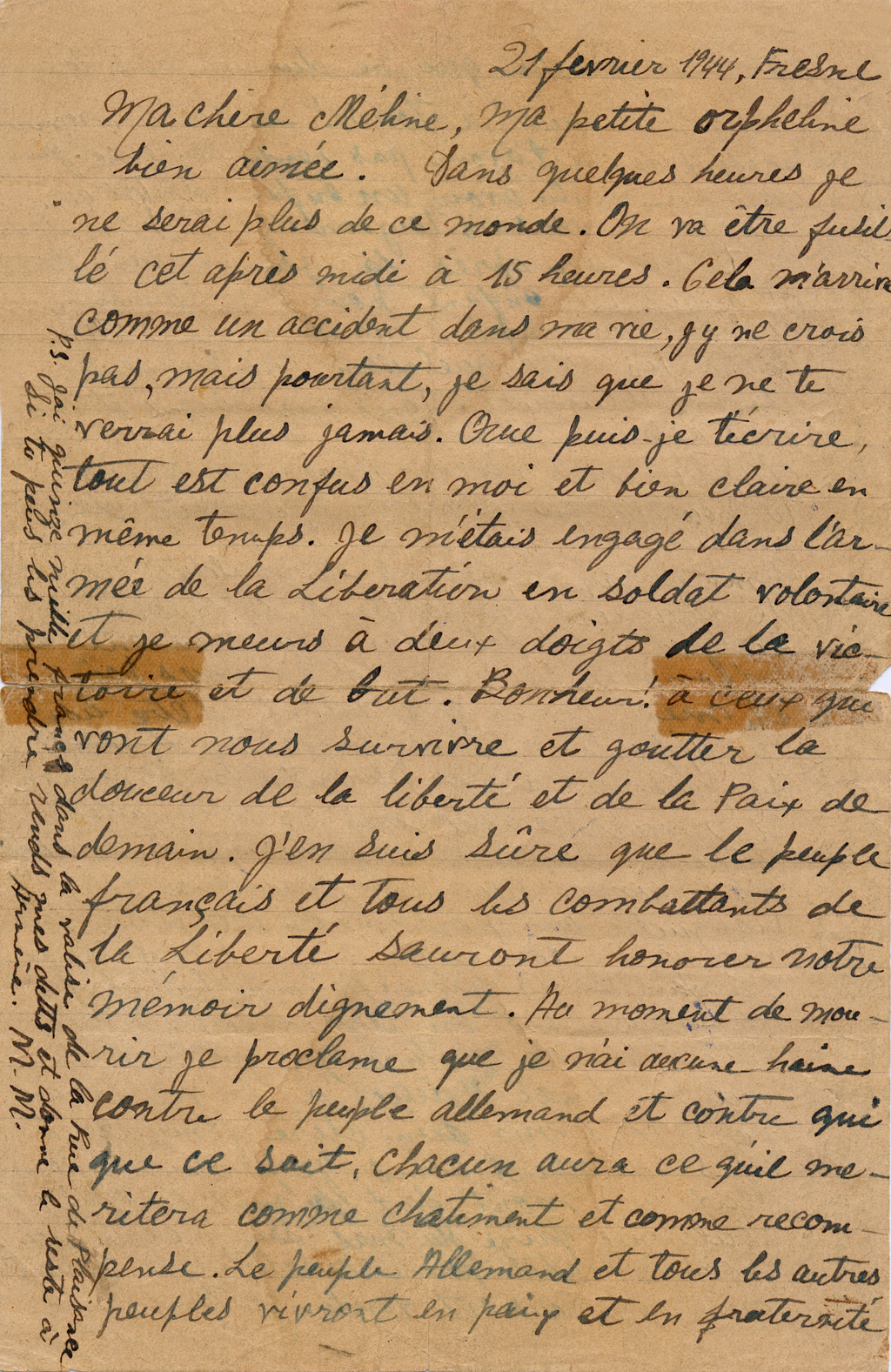
Première page de la lettre à Mélinée.
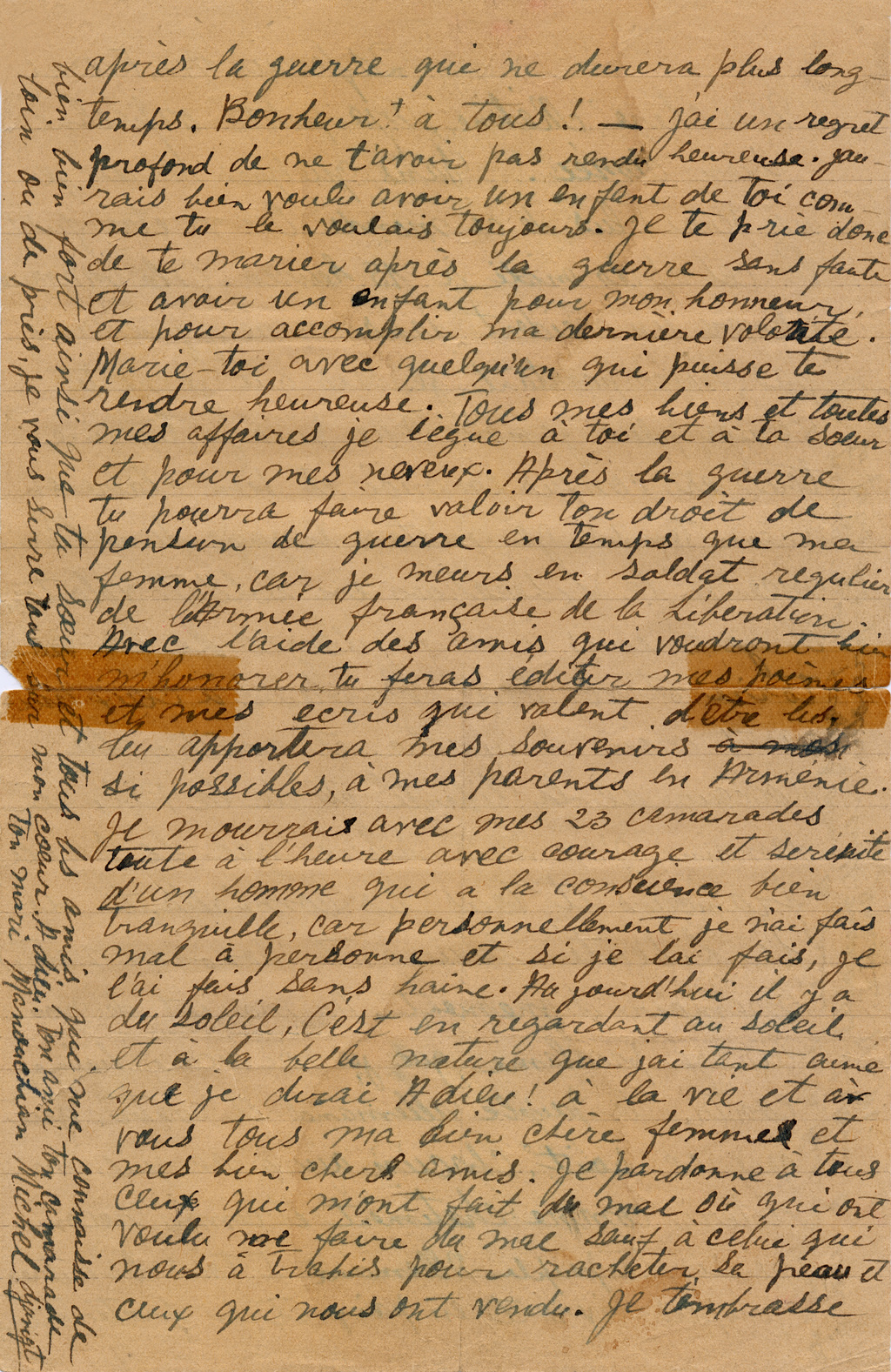
Deuxième page.

Mélinée Manouchian n'aura accompli qu'une partie des vœux exprimés par son mari dans cette dernière lettre. Elle publie ses poèmes mais n'exécute pas sa « dernière volonté », qu'elle se marie « sans faute » avec un homme qui puisse la rendre heureuse et qu'elle ait un enfant « pour mon bonheur ». Après la mort de Missak Manouchian, Mélinée ne se remaria jamais, resta veuve toute sa vie et n'eut pas d'enfants,.
Son long séjour en Arménie (1947-1962) n'est pas un souhait de Missak dont la lettre dit seulement d'apporter ses souvenirs "si possible" à ses parents, mais pas forcément de s'y installer pour vivre comme l'écrit en 1955 le poème d'Aragon enjoignant de « demeurer dans la beauté des choses, quand tout sera fini plus tard en Erivan » à une veuve qui a dû attendre 1962 pour pouvoir revenir en France, dans le cadre d'accords négociés avec une République socialiste soviétique d'Arménie au bord de la famine,.

### Testament de Manouchian
Dans sa dernière lettre à Mélinée, Michel Manouchian, après avoir écrit « Je suis sûr que le peuple français et tous les combattants de la Liberté sauront honorer notre mémoire dignement. », ajoute « Je pardonne à tous ceux qui m’ont fait du mal ou qui ont voulu me faire du mal sauf à celui qui nous a trahis pour racheter sa peau et ceux qui nous ont vendus. » Devant témoins, parmi lesquels Julien Larpêtre confirmera, il s'en était expliqué oralement un mois plus tôt à un codétenu, Joseph Tomasina, faisant promettre à celui-ci de charger Mélinée Manouchian de mener l'enquête.
« Roger » était le pseudonyme de Boris Holban, auprès duquel « Georges », sans en connaître le vrai nom, prenait ses ordres. Les rapports entre celui-ci et l'homme qui lui servait d'intermédiaire avec Rol-Tanguy, et au-delà Jacques Duclos et le secrétaire de celui-ci, André Vieuguet, étaient exécrables depuis juillet 1943, quand les fonds sont venus à manquer. Boris Holban serait un de « ceux qui nous ont vendus ». À son endroit, Manouchian argumente la trahison mais n'évoque que des fautes. « Celui qui nous a trahis pour racheter sa peau » est un autre homme, le commissaire politique Joseph Davidovitch, trésorier des FTP MOI qui a parlé sous la menace de torturer sa femme puis a collaboré avec la Brigade spéciale.
Les historiens souligneront que Missak Manouchian ne pouvait s'en prendre qu'à celui qu'il connaissait et que Boris Holban n'était pas en position de prendre seul des décisions telles que de sacrifier une partie des FTP plutôt qu'une autre. Trente-neuf ans plus tard, en 1983, ce dernier, qui sera naturalisé et décoré sous l'Arc de Triomphe de la Légion d'honneur le 8 mai 1994 par François Mitterrand,, explique dans Des Terroristes à la retraite que son refus d'exfiltrer le groupe Manouchian, directive qu'il ne nie pas, procédait non d'une volonté de sacrifier les seuls éléments « cosmopolites » mais d'une contrainte d'effectif.
Il demeure qu'après guerre, dans une démarche efficace de propagande électorale, le PCF, « parti des fusillés » revendiquant soixante-quinze mille militants exécutés alors qu'il n'y eut que vingt-neuf mille Français fusillés, communistes ou pas, blanchira sa résistance et tiendra dans un certain non-dit le fait que le plus grand nombre des actions armées est, de loin, à mettre à l'actif d'une centaine de gamins d'origine étrangère, tel Henri Krasucki. Pour Adam Rayski, concerné au premier chef, si la responsabilité du PCF dans la liquidation des FTP MOI est indéniable, elle ne relève pas d'un plan ni de la trahison.

## Hommages

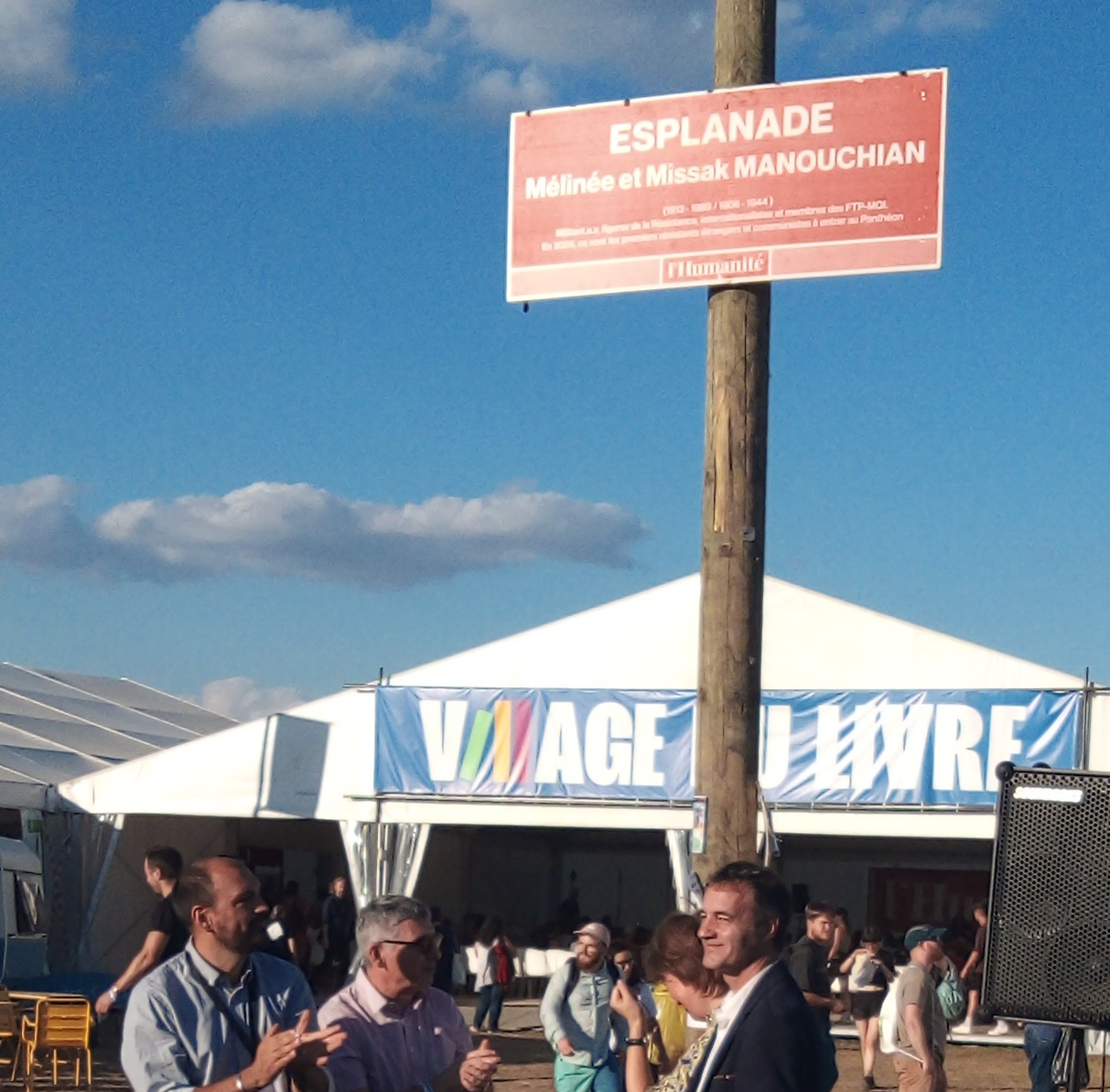
Inauguration de l'esplanade Mélinée et Missak Manouchian à la Fête de l'Humanité en septembre 2023.

- Rue Mélinée et Missak Manouchian, Avignon.
- École primaire Mélinée et Missak Manouchian, ouverte le 17 mars 2025 à Marseille[122],[123].
- Fabien Pouzerat, « Manouchian ou la beauté engagée », Clermont-Ferrand, 12 octobre - 21 novembre 2006.

Exposition, portrait de Mélinée Manouchian en affiche.
- Crèche Mélinée-Manouchian, 4 rue Missak-Manouchian, Toulouse.

Relais d'assistantes maternelles inauguré lundi 16 novembre 2015 par le maire, Jean-Luc Moudenc, et l’Amicale des Arméniens de Toulouse en présence du représentant de l'Association franco-arménienne. Ce local municipal sert aussi à des événements commémorant le groupe Manouchian, projections de films, repas, débats…
- La 59ème Promotion de l'IRA de Lille a pris le nom de Mélinée et Missak Manouchian.

## Dans la culture populaire

### Cinéma
- L'Affiche rouge de Frank Cassenti (1976) : interprétée par Malka Ribowska
- L'Armée du crime de Robert Guédiguian (2009) : interprétée par Virginie Ledoyen

### Littérature

#### Romans
- Didier Daeninckx, Missak (roman), Paris, Éditions Perrin, 2009, 285 p. (ISBN 978-2-262-02802-2) ; réédition, Paris, Pocket no 14299, 2010  (ISBN 978-2-266-20025-7) ; réédition, Paris, Pocket jeunesse, coll. « Pocket jeunes adultes : roman » no J2273, 2010  (ISBN 978-2-266-20274-9) ; réédition, Paris, Éditions Gallimard, coll. « Folio » no 6447, 2018  (ISBN 978-2-07-276308-3)